# Болта (Північна Дакота)
Болта (англ. Balta) — місто (англ. city) в США, в окрузі Пієрс штату Північна Дакота. Населення — 66 осіб (2020).

## Географія
Болта розташована за координатами 48°9′58″ пн. ш. 100°2′12″ зх. д. / 48.16611° пн. ш. 100.03667° зх. д. (48.166169, -100.036646).  За даними Бюро перепису населення США в 2010 році місто мало площу 0,64 км², з яких 0,57 км² — суходіл та 0,07 км² — водойми.

## Демографія
Згідно з переписом 2010 року, у місті мешкало 65 осіб у 30 домогосподарствах у складі 17 родин. Густота населення становила 101 особа/км².  Було 47 помешкань (73/км²).
Расовий склад населення:
| - 100,0 % — білих |

До двох чи більше рас належало 0,0 %. Частка іспаномовних становила 0,0 % від усіх жителів.
За віковим діапазоном населення розподілялося таким чином: 21,5 % — особи молодші 18 років, 61,6 % — особи у віці 18—64 років, 16,9 % — особи у віці 65 років та старші. Медіана віку мешканця становила 44,8 року. На 100 осіб жіночої статі у місті припадало 140,7 чоловіків;  на 100 жінок у віці від 18 років та старших — 142,9 чоловіків також старших 18 років.
За межею бідності перебувало 22,0 % осіб, у тому числі 29,7 % дітей у віці до 18 років та 11,1 % осіб у віці 65 років та старших.
Цивільне працевлаштоване населення становило 60 осіб. Основні галузі зайнятості: оптова торгівля — 21,7 %, науковці, спеціалісти, менеджери — 20,0 %, освіта, охорона здоров'я та соціальна допомога — 16,7 %, роздрібна торгівля — 15,0 %.